# Coloborrhis hispidula
Coloborrhis hispidula är en insektsart som beskrevs av Rauno E. Linnavuori 1972. Coloborrhis hispidula ingår i släktet Coloborrhis och familjen dvärgstritar. Inga underarter finns listade i Catalogue of Life.